# پولیا، اوورنی-رون-آلپ
پولیا (به فرانسوی: Polliat) یک کمون در فرانسه است که در اوورنی-رون-آلپ واقع شده‌است. پولیات ۲۰٫۰۷ کیلومتر مربع مساحت دارد.